# Gianicolense-Mauern
Die Gianicolense-Mauern oder Mura gianicolensi sind ein Abschnitt der Verteidigungsmauer, die 1643 von Papst Urban VIII. als Ergänzung der Leoninischen Mauer (zum Schutz des Vatikanischen Hügels) und zum besseren Schutz des am rechten Tiberufer gelegenen Teils von Rom errichtet wurde.

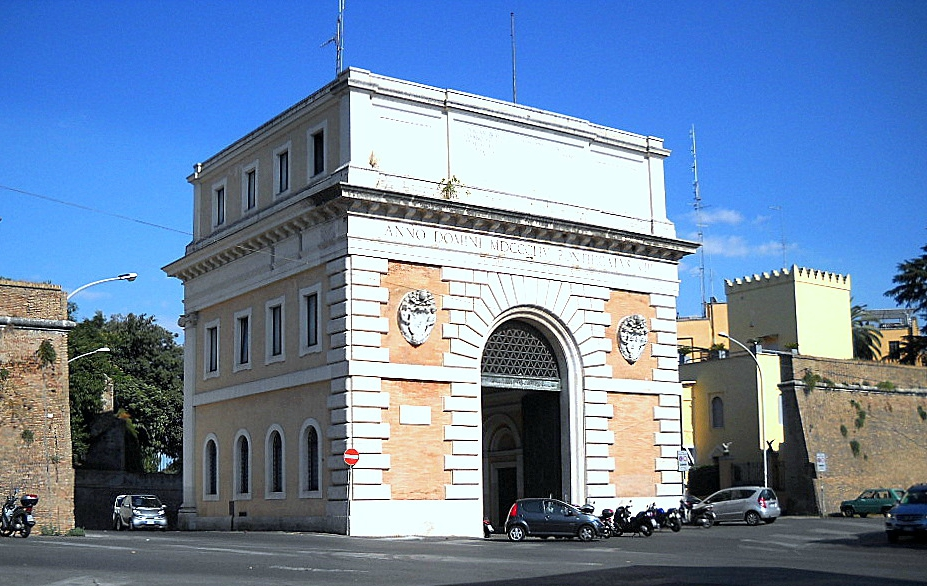
Porta San Pancrazio

## Geschichte der Mauer

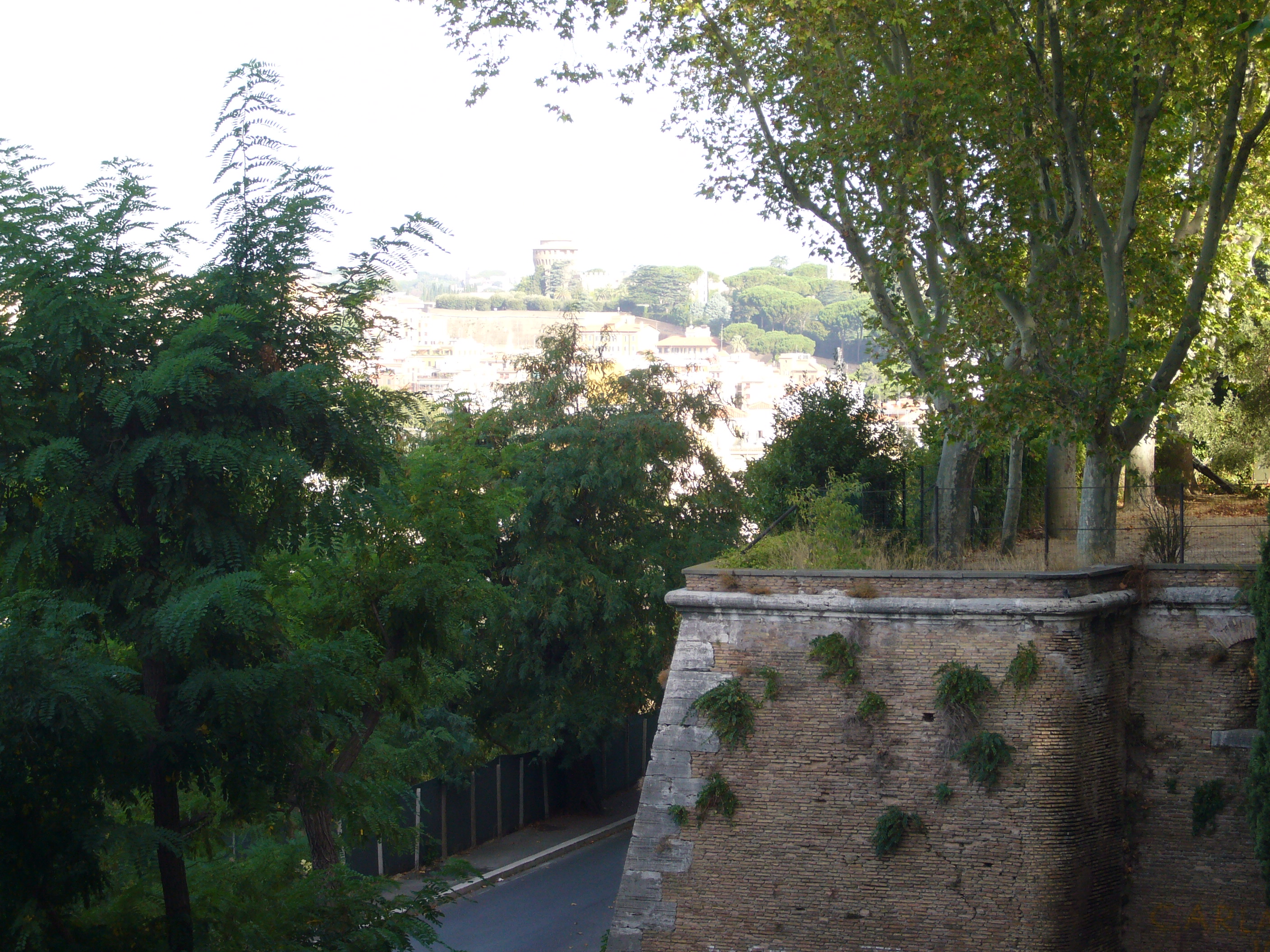
Bastion der Gianicolense-Mauer

Die Notwendigkeit einer Befestigung der Südwestseite Roms ergab sich aus einem Streit zwischen den römischen Adelsfamilien Barberini (denen auch der Papst angehörte) und Farnese über wirtschaftliche Interessen und der Expansionspolitik der Ersteren gegenüber den Letzteren. Der Grund für den von Urban VIII. geschickt eingefädelten Konflikt war die Nichtbezahlung der Pacht des Herzogtums von Castro und Ronciglione (heute in der Provinz Viterbo) an die Familie Barberini, das von Odoardo, dem Herzog von Parma und Piacenza, regiert und von Venedig, Richelieus Frankreich und dem Großherzogtum Toskana unterstützt wurde.
Im Sommer 1641 marschierte der Papst an der Spitze eines Heeres von 15.000 Mann mit Artillerie gegen das Herzogtum und besetzte dessen Territorium und die Stadt Castro. Hinter wirtschaftlichen Interessen verbargen sich politische Überlegungen sowie eine Art Fehde zwischen den rivalisierenden Familien. Papst Urban wartete nur auf einen Vorwand, um einen Funken zu zünden.
Der „Krieg von Castro“ mit den beteiligten Mächten stellte jedoch auch eine Gefahr für den Heiligen Stuhl, für die Familie Barberini und ihren Besitz in Rom dar. Obwohl die Stadt ausreichend geschützt war, war die Seite des Gianicolo-Hügels gefährlich exponiert (u. a. zu nahe am Vatikan), wo die von Kaiser Aurelian errichtete antike Befestigung eine wirksame Verteidigung nicht mehr gewährleisten konnte.
Der Auftrag für das Verteidigungsanlage wurde an Marcantonio De Rossi vergeben, einen nicht besonders bekannten Architekten, der den Auftrag anscheinend vor allem dank seiner Freundschaft mit der sehr mächtigen Donna Olimpia Maidalchini erhalten hat. Die Vermessung begann 1641, der Bau wurde Ende des folgenden Jahres in Angriff genommen und 1643 war das Werk vollendet.
Die neue Mauer, die entlang der Westseite des Gianicolo errichtet wurde, hatte jedoch schwerwiegende Auswirkungen auf die bereits bestehenden Verteidigungsanlagen. Insbesondere wurde auf dieser Flussseite der gesamte Abschnitt der aurelianischen Mauer abgetragen, da sie sich innerhalb der neuen Umgrenzung befand. Aus demselben Grund wurden die Sangallo-Bastion in der Leoninischen Mauer neben der Porta Santo Spirito sowie das Tor selbst praktisch nutzlos. Die Porta Septimiana wurde ebenfalls nutzlos, während die Porta Portuensis, die 453 Meter hinter der neuen Mauer lag, zusammen mit dem aurelianischen Abschnitt abgerissen und durch die neue Porta Portese weiter nördlich ersetzt wurde. Das einzige Bauwerk, das seine Funktion beibehielt, war die Porta San Pancrazio, wo die neue Mauer fast mit der antiken Aurelianischen Mauer zusammentraf.

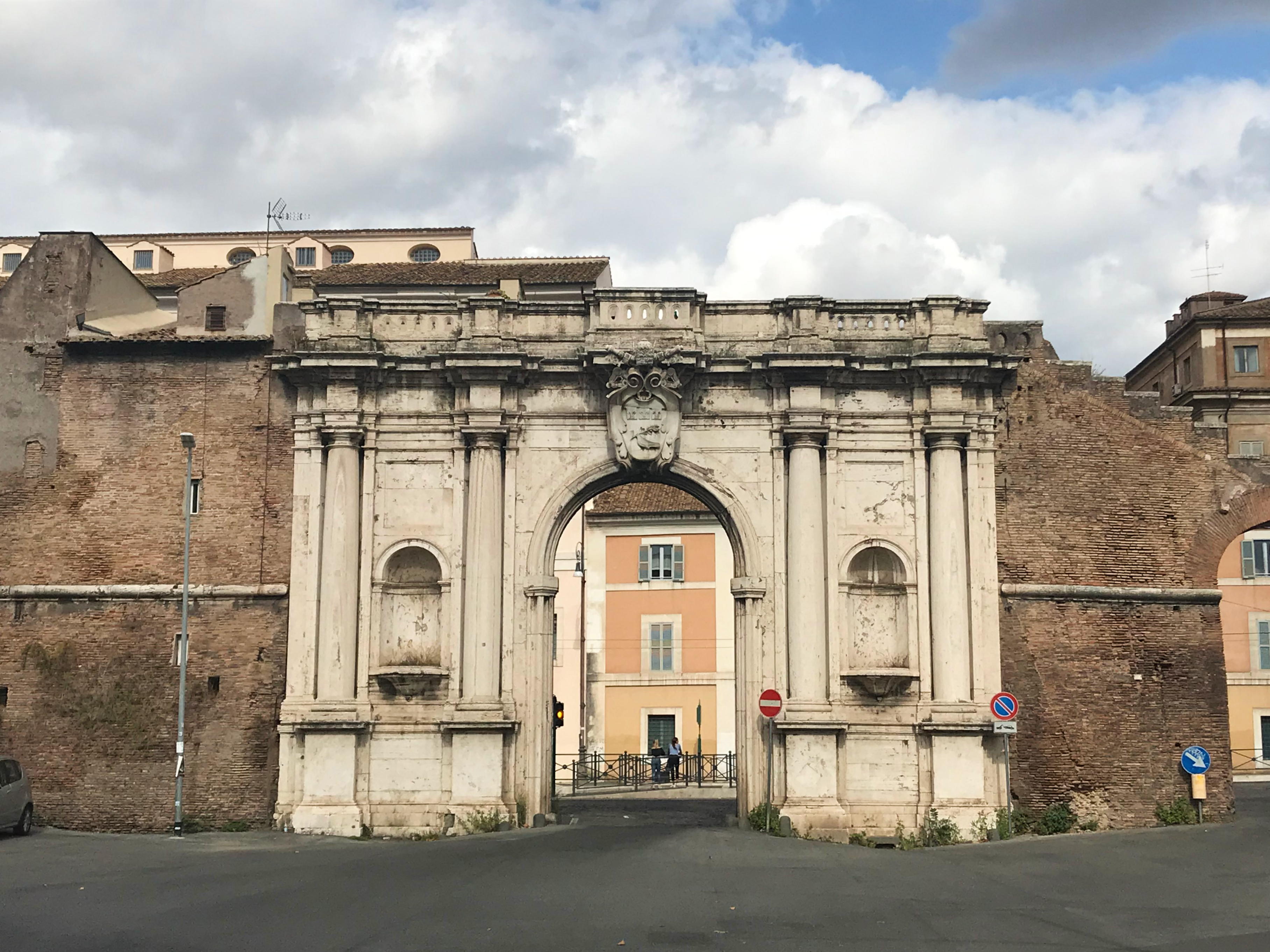
Porta Portese heute

In der neuen Stadtmauer wurde daher nur ein einziges Tor von Grund auf neu gebaut. Die 1644 fertiggestellte Porta Portese trägt das Wappen von Papst Innozenz X., dem Nachfolger des inzwischen verstorbenen Urban VIII. Von hier aus beginnt mit einer rückwärtigen Verlängerung der ehemaligen Straße die Via Portuense, die bis dahin von der abgerissenen Porta Portuensis, etwas weiter südlich, ausging.
Trotz der Befürchtungen Urbans war die Mauer zwei Jahrhunderte lang nicht ernsthaft gefährdet, bis sie 1849 zu einem der Hauptschauplätze der Kämpfe zwischen der französischen Armee von General Oudinot (der dem Papst zu Hilfe kam, dem die weltliche Macht über die Stadt zu entgleiten drohte) und den Milizen der Zweiten Römischen Republik wurde.
Das erste Gefecht fand am 29. April 1849 an der Kreuzung der antiken Via Aurelia und der modernen Via Arelia statt. Am nächsten Tag rückten die französischen Truppen in Richtung Porta Angelica und Porta Cavalleggeri vor, doch auf dem gesamten Weg bis zur Porta San Pancrazio stellten die hinter den Mauern verschanzten Verteidiger die Franzosen vor große Probleme. Der Bajonettangriff und der Widerstand der von Garibaldi befehligten Truppen in der Nähe der Basilika San Pancrazio zwangen die Angreifer zum Rückzug.
Das zweite Gefecht begann in der Nacht vom 2. auf den 3. Juni, wiederum im Gebiet Villa Pamphilj und Porta San Pancrazio. Nach einem ganztägigen Gefecht mit ständigen Frontwechseln und einem sehr hohen Blutzoll auf beiden Seiten gewannen die Franzosen die Oberhand, aber die Mauern hielten stand und die Verteidiger gaben trotz Verluste nicht auf.
Aber die Stadtmauern waren zum Schutz vor der Artillerie des 17. Jh. gebaut worden. Nach zwei Jahrhunderten war die Feuerkraft eine ganz andere und nachdem sie acht Breschen zwischen dem Tor von San Pancrazio und ein paar hundert Meter weiter links geschlagen und das Tor selbst zerstört hatten, konnten die Franzosen in der Nacht vom 21. auf den 22. Juni die Mauern überwinden, obwohl sie durch den verzweifelten Widerstand in der gesamten Gegend bis zum 30. Juni, dem Tag der Unterzeichnung des Waffenstillstands, aufgehalten wurden. Am 3. Juli zogen sie in Rom ein.
Sobald Papst Pius IX. seine Position gefestigt hatte, beeilte er sich, den beschädigten Teil der Mauer wieder aufzubauen, wovon einige Tafeln zeugen. Die Spuren des späteren Wiederaufbaus der Mauer sind noch immer sichtbar, vor allem im Bereich der Viale della Mura Gianicolensi vor der Kreuzung mit der heutigen Via Fratelli Bonnet (aber auch darüber hinaus).
In demselben Gebiet links von der Porta San Pancrazio kam es am 20. September 1870 zu einer weiteren Schlacht zwischen den Truppen von General Nino Bixio und den Verteidigern des Papstes. Doch zur gleichen Zeit drangen die Bersaglieri durch die Porta Pia ein und die päpstlichen Truppen ergaben sich, bevor die Artillerie die Mauer des Gianicolo erneut zerstören konnte.

## Mauerverlauf
Der Bereich der Porta Portese, nur wenige Meter von der heutigen Ponte Sublicio entfernt, ist der niedrigste Punkt der gesamten Anlage, da unmittelbar danach der Anstieg zum Gianicolo-Hügel beginnt, der zum Teil durch die Anhebung des Bodenniveaus zurückzuführen ist. Zwischen dem Ende des 17. und dem Beginn des 18. Jahrhunderts wurde das gesamte Gebiet zum Zentrum mehrerer Siedlungen, die mit dem Schiffsverkehr in Verbindung standen. Gleich innerhalb des Tors befand sich der Hafen von Ripa Grande, der gegenüber dem antiken Emporium die wichtigste Anlegestelle am Tiber war. Clemens XI. Ließ gleich außerhalb des Tors im Jahr 1714 das neue „Päpstliche Arsenal“ errichten, dass für die Instandhaltung der päpstlichen Handelsflotte genutzt wurde und bis zum Ende des 19. Jahrhunderts in Betrieb blieb, als mit dem Bau der Tiberdämme alle mit dem Fluss verbundenen Aktivitäten verschwanden. An den Hafen erinnerten nur die beiden Rampen, die in unmittelbarer Nähe zum Fluss hinunterführen.
Nach einem kurzen Stück in nordwestlicher Richtung macht die Mauer einen rechten Winkel in südwestlicher Richtung und verläuft nicht linear entlang der heutigen Viale delle Mura Portuensi bis zum Largo Bernardino da Feltre, wo sie wahrscheinlich die antike Aureliao kreuzte. Entlang dieses Abschnitts, wo die Mauer aufgrund des ansteigenden Straßenniveaus nicht besonders hoch ist, sind drei Wappen Urbans VIII. zu sehen, die jedoch nach seinem Tod im Jahr 1644 angebracht wurden.
Von der Bastion, die sich dort erhob, wo heute die unter Umberto I. eröffnete Viale Trastevere verläuft, ist offensichtlich nichts mehr übrig.
Von der Bastion an der Viale Trastevere, die in der umbertinischen Zeit errichtet wurde, ist zwar nichts mehr vorhanden, aber wenn man den Verlauf der Viale Aurelio Saffi weitergeht, sieht man rechts die Mauer in einem ziemlich verfallenen Zustand. In der ersten Linkskurve der Allee ist ein unter der Mauer gegrabener Tunnel zu sehen, der während des Krieges als Luftschutzbunker diente.
Die Mauer steigt weiter an und an der letzten scharfen Biegung der Viale Saffi ist ein geschlossener Torbogen zu sehen, der wahrscheinlich auch als Durchgang auf die andere Seite diente. Noch ein kurzes Stück in südlicher Richtung, dann biegt die Mauer abrupt nach rechts ab und säumt wieder die Straße, die ab hier zur Viale delle Mura Gianicolensi wird.
In der Ecke befindet sich eine (ziemlich schäbige) Gedenktafel an die Renovierungsarbeiten:

“PIUS IX PONTIFEX MAXIMUS / PROPUGNACULUM / INNOCENTIO X P M EXTRUCTUM / ANGULIS PRORUENTIS LABE[…] / FATISCENS / NOVA MOLITIONE / A FUNDAMENTIS RESTITUTUS IUSSIT / ANNO MDCCCLXI / IOSEPHO FERRARI PREF. AER.”

Neben der Gedenktafel befindet sich ein Schild mit der Aufschrift:

“S.P.Q.R. / MDCCCXLIX”

das sich auf die Ereignisse von 1849 bezieht. Tatsächlich zeigt der gesamte Mauerabschnitt von hier bis etwa zur Porta San Pancrazio eine Abfolge von mehr oder weniger sichtbaren Renovierungsarbeiten (Ausbesserungs-, Setzungs- und Einsturzspuren), die offensichtlich mindestens bis 1861 andauerten, wie die Tafel von Papst Pius IX. belegt.

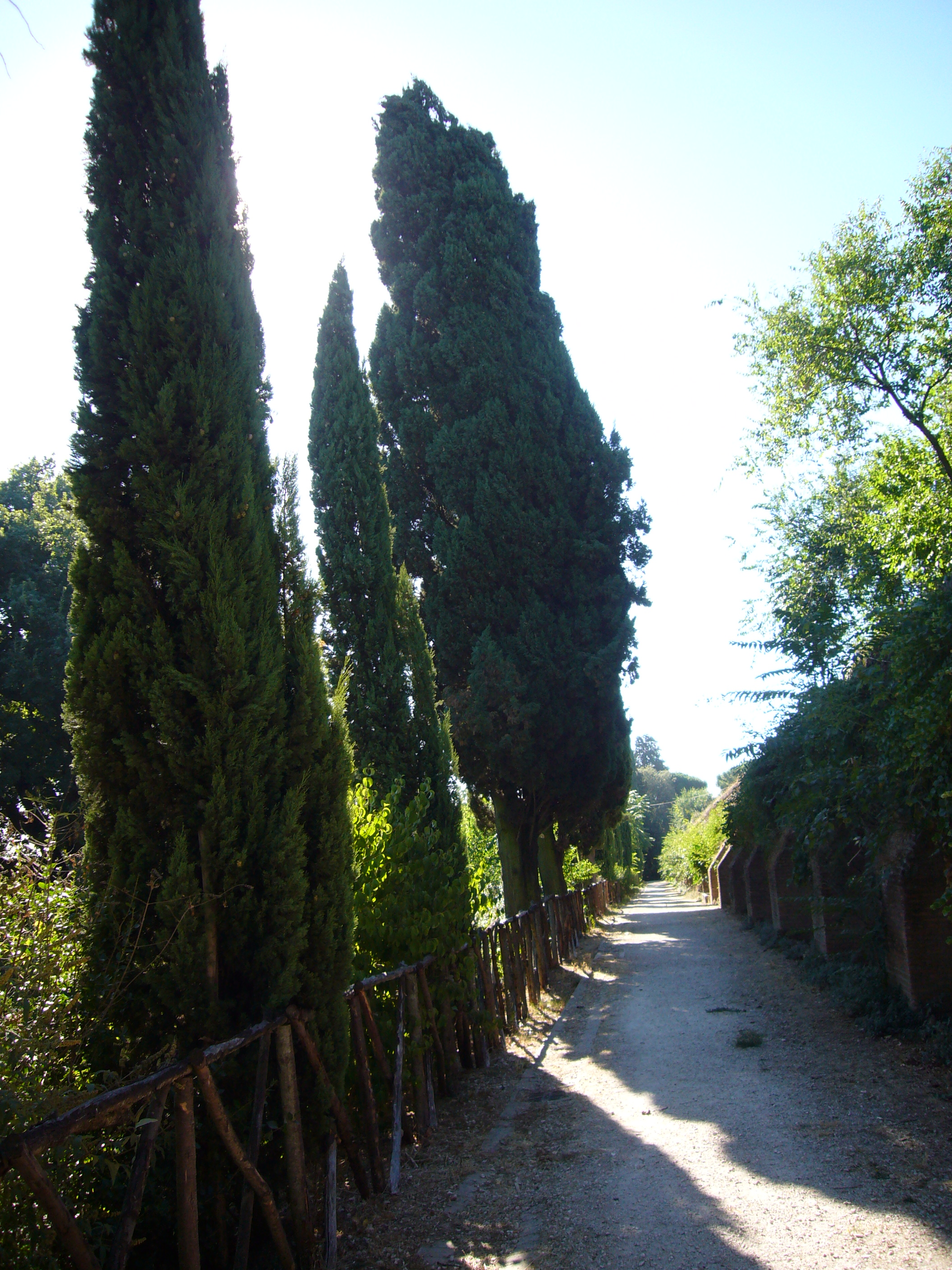
Villa Sciarra, Spazierweg entlang der Mauern

In diesem ersten Abschnitt, bis zur Kreuzung mit der Via Fratelli Bonnet, wird die Innenseite der Mauer vom Areal der Villa Sciarra eingenommen und ist nur teilweise sichtbar, da sie an einigen Stellen von einem Erdwall bedeckt ist, der unter anderem ein modernes Beispiel für den antike Agger darstellt, wie sie die Servianische Mauer flankiert haben muss. Ungefähr auf halber Strecke dieses Weges befindet sich eine offene Schlupftür, die als zweiter Zugang zur Villa Sciarra dient. Wenn man durch diesen Eingang geht, bekommt man einen Eindruck von der wirklich bemerkenswerten Dicke des Mauersockels.
Hinter den beiden modernen Torbögen in der Via Fratelli Bonnet beginnt der Abschnitt, der durch die Ereignisse des Krieges von 1848 am stärksten beschädigt wurde. Daran erinnern zwei kürzlich restaurierte Tafeln, die genau an der Stelle angebracht wurden, an der ein großer Durchbruch entstanden ist, der auch ohne die Tafeln deutlich erkennbar ist. Die erste päpstliche Tafel wurde unmittelbar nach der ersten Restaurierung angebracht und zeigt drei Wappen der Familien Odescalchi und Mastai-Ferretti sowie der Gemeinde Rom:

“AN. SAL. REP. MDCCCL / AUCTORITATE PII IX PONT. MAX / S.P.Q.R. / MOENIA IANICULENSIA / IN PERDUELLIBUS EX URBE / FRANCORUM VIRTUTE PROFLIGANDIS / QUI FATISCENTIA QUA DIRUTA / INSTAURAVIT REFECIT / VIRO PRINC, PRAES / PIETRO ODESCALCHI / LAURENTIO ALIBRANDI / VINCENTIO PERICOLI / BARTOLOMEO CAPRANICA / JACOBO PALAZZI / ALEXANDRO TAVANI / BARTOLOMEO BELLI / IOANNE BAPT. BENEDETTI / JOSEPHO PULIERI / ALOISIO POLETTI ARCH. / VIII VIRI / URB CUR”

Die zweite Tafel, fast eine Revanche (auch sprachlich), von absolut entgegengesetztem Tonfall, stammt aus der Zeit unmittelbar nach dem Sturz der weltlichen Macht:

“IV GIUGNO MDCCCLXXI / S.P.Q.R. / DOPO VENTI ANNI / DA CHE L'ESERCITO FRANCESE / ENTRATO PER QUESTE LACERE MURA / TORNO' I ROMANI / SOTTO IL GOVERNO SACERDOTALE / ROMA LIBERA E RICONGIUNTA ALL'ITALIA / ONORA LA MEMORIA DI COLORO / CHE COMBATTENDO STRENUAMENTE / CADDERO IN DIFESA DELLA PATRIA”

„4. Juni 1871 / S.P.Q.R. / NACH ZWANZIG JAHREN / NACHDEM DIE FRANZÖSISCHE ARMEE / IN DIESE ZERKLÜFTETEN MAUERN EINDRANG / UND DIE RÖMER WIEDER / UNTER PRIESTERLICHER HERRSCHAFT STELLTE / IST ROM FREI UND MIT ITALIEN WIEDERVEREINIGT / EHRT DAS GEDENKEN DERER / DIE TAPFER GEKÄMPFT HABEN / UND BEI DER VERTEIDIGUNG IHRES LANDES GEFALLEN SIND“

Am höchsten Punkt der Stadtmauer befindet sich die Porta San Pancrazio, das 1854 von dem Architekten Virginio Vespignani (eine Gedenktafel zeugt davon) im Stil des 19. Jahrhunderts wieder aufgebaut wurde, der weder mit dem Stil vor den Ereignissen von 1949 noch mit den ursprünglichen aurelianischen Mauern etwas zu tun hat. Gegenwärtig steht das Tor aus verkehrstechnischen Gründen von der Mauer isoliert.
Die gesamte anschließende, bergab führende Verlauf weist völlig andere Merkmale auf, sowohl aus historischer Sicht (sie wurde nicht durch Bomben und Angriffe beschädigt) als auch aus landschaftlicher Sicht (der ziemlich steile Abhang hat keine Bebauung in unmittelbarer Nähe zugelassen). Die Viale delle Mura Aurelie folgt daher dem Verlauf der Mauer in einer recht kurvenreichen Strecke.
Um die erste Bastion herum befindet sich in der Mauer (vielleicht etwas zu hoch) eine Ädikula aus Travertin mit einer Statue des Heiligen Andreas. Der Tafel zufolge ist dies der Ort, an dem das Kopf des Heiligen, der seit dem 15. Jahrhundert im Petersdom aufbewahrt wird, von dem Dieb, der die Reliquie gestohlen hatte, zurückgelassen wurde:

“ANDREAE APOSTOLO URBIS SOSPITATORI / PIUS IX PONT MAX / HIC UBI CAPUT EIUS FURTO ABLATUM REPERIT / MONUMENTUM REI AUSPICATISS. DEDIC. AN. MDCCCXLVII”

Die Mauer Urbans VIII. endet etwa 1 km weiter, wo sie sich mit der von Papst Pius V. um 1568 errichteten Stadtmauer verbindet, die mit dem heutigen Palast der Propaganda Fide zusammenfällt, kurz bevor sie den Largo di Porta Cavalleggeri erreicht. Auf dieser letzten (nicht besonders interessanten) Strecke sind 12 Wappen von Urban VIII. und 3 von Pius IX. verteilt. Auf dem darüber liegenden Platz, mit dem Denkmal von Giuseppe Garibaldi, ist eine ummauerte und ziemlich eingefallene Posterula zu sehen. In der Nähe der Porta San Pancrazio erinnert eine Gedenktafel an die 1849 durchgeführten Renovierungsarbeiten, und zwei weitere Gedenktafeln erinnern an ebenso viele spätere Renovierungsarbeiten, die von Pius IX. durchgeführt wurden. Die erste, datiert auf das Jahr 1857, ist sehr schwer zu lesen:

“PROVIDENTIA PII IX PONT MAX / URBIS MOENIA / A PORTA NOVA PANCRATII HIEROMARTYRIS / AD PORTAM PETRI APOSTOLI PRINCIPIS / MONTIS IMPENDENTIS ALTITUDINE / AC TEMPORIS INIURIA FATISCENTIA / JOSEPHUS FERRARI ANTIST. URB. PRAEF. AERAR. / INSTAURANDA RETICIENDAQUE CURAVIT / AN. CHR. MDCCCLVII”

Das zweite, datiert 1870, ist wahrscheinlich der letzte Objekt dieser Art aus dem Zeitalter der weltlichen Macht:

“PIUS IX PONT. MAX / MURI URBANIANI PARTEM / QUAM LABES COLLIS SUBSIDENTIS / EVERTERAT / A. FUND. REFECIT / ANNO CHR. MDCCCLXX / JOSEPHUS FERRARIO ANTIST. URB. PRAEF. AER.””